# Tramway de Moscou

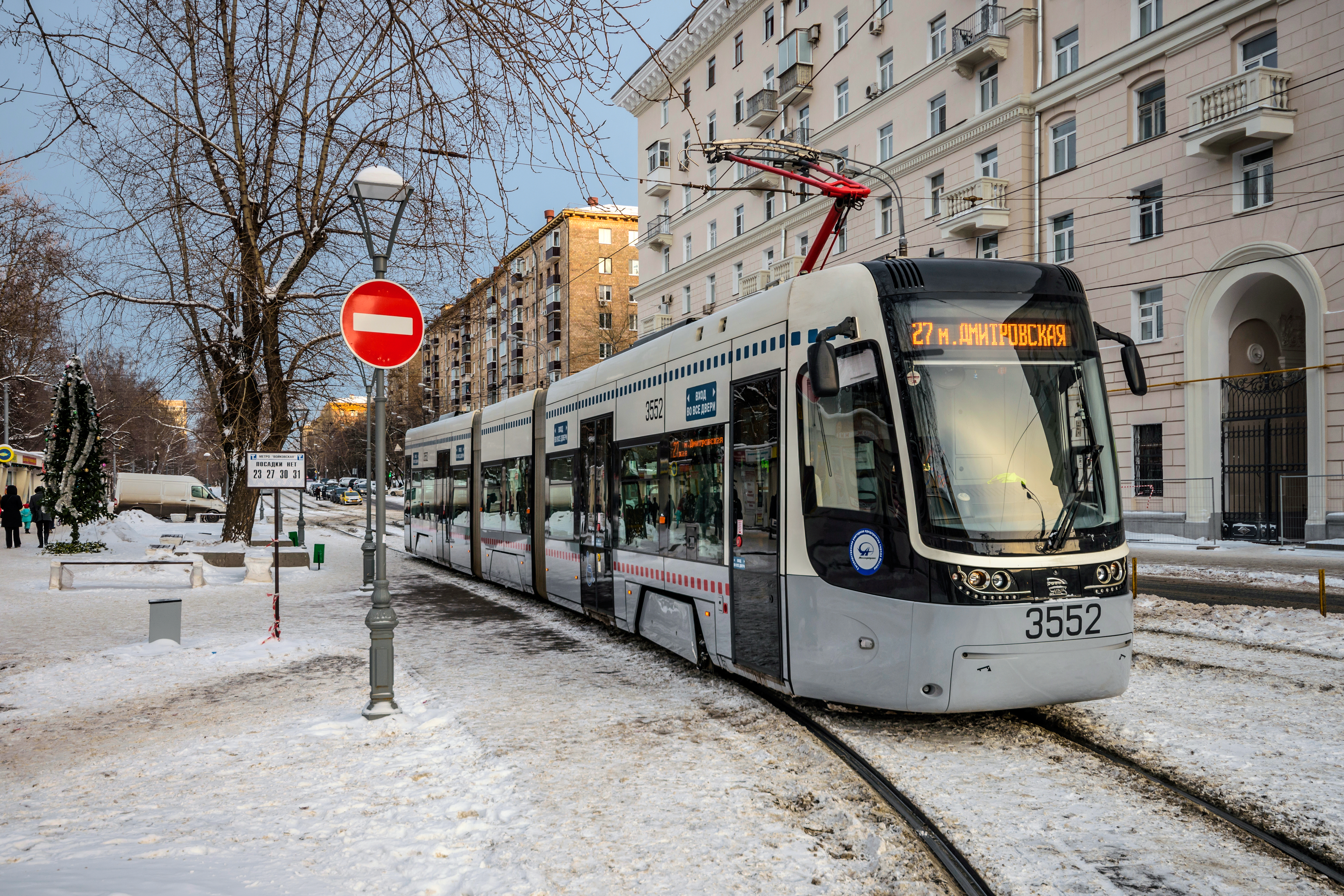
Tramway de Moscou

Le tramway de Moscou est le réseau de tramways de la ville de Moscou, en Russie. Il comporte 50 lignes. Construit à partir de 1872, il est officiellement mis en service le 7 juillet 1899.
L'exploitation du réseau de tramways est assurée par Mosgortrans, un établissement public qui gère également le réseau de bus et de trolleybus de Moscou.
Ce réseau est complémentaire au réseau de métro de la ville.

## Réseau actuel

### Parc actuel
Le réseau compte plus de 967 rames de tramway.
| Image | Modèle     | Modernisation                                                  |
| ----- | ---------- | -------------------------------------------------------------- |
|       | Tatra T3   | Tatra T3, modernisés en MTTM, MMTD, MTTA, MTTČ, TMRP-1, TMRP-2 |
|       | Tatra T7B5 | Tatra T7B5                                                     |
|       | KTM-8      | 71-608, 71-608KM, 71-617                                       |
|       | KTM-19     | 71-619, 71-619KS, 71-619А                                      |
|       | KTM-21     | 71-621                                                         |
|       | KTM-23     | 71-623                                                         |
|       | LM-99      | LM-99AE                                                        |
|       | LT-5       | LT-5                                                           |
|       | VarioLF    | VarioLF                                                        |

### Renouvellement
Dans le cadre de la modernisation de son parc de tramways, la ville de Moscou a passé en 2012 un appel d'offres d'environ 300 millions de dollars pour la commande de 120 rames. L'appel d'offres est annulé à la suite de la demande de Bombardier Transport et de Siemens, seuls deux candidats UKVZ (en) et Alstom (avec son Citadis) avaient été retenus.
Après que l'appel d'offres ait été relancé, ce sont Bombardier Transport et son partenaire russe Uralvagonzavod qui remportent l'appel d'offres pour ces 120 rames début 2013. L'appel d'offres est une nouvelle fois annulé et c'est le constructeur polonais PESA qui remporte cet appel d'offres avec son tramway Twist. Ces rames de trois caisses seront à plancher bas et d'une longueur comprise entre 25 et 30 mètres. Les premières livraisons sont livrés en juin 2014, 70 rames sont attendus à la fin 2014 et le reste devant être livré en 2015.
En parallèle, la ville passe commande en février 2013 de 67 rames de 16 mètres de long auprès de UKVZ.